# Kościół św. Józefa w Gliwicach

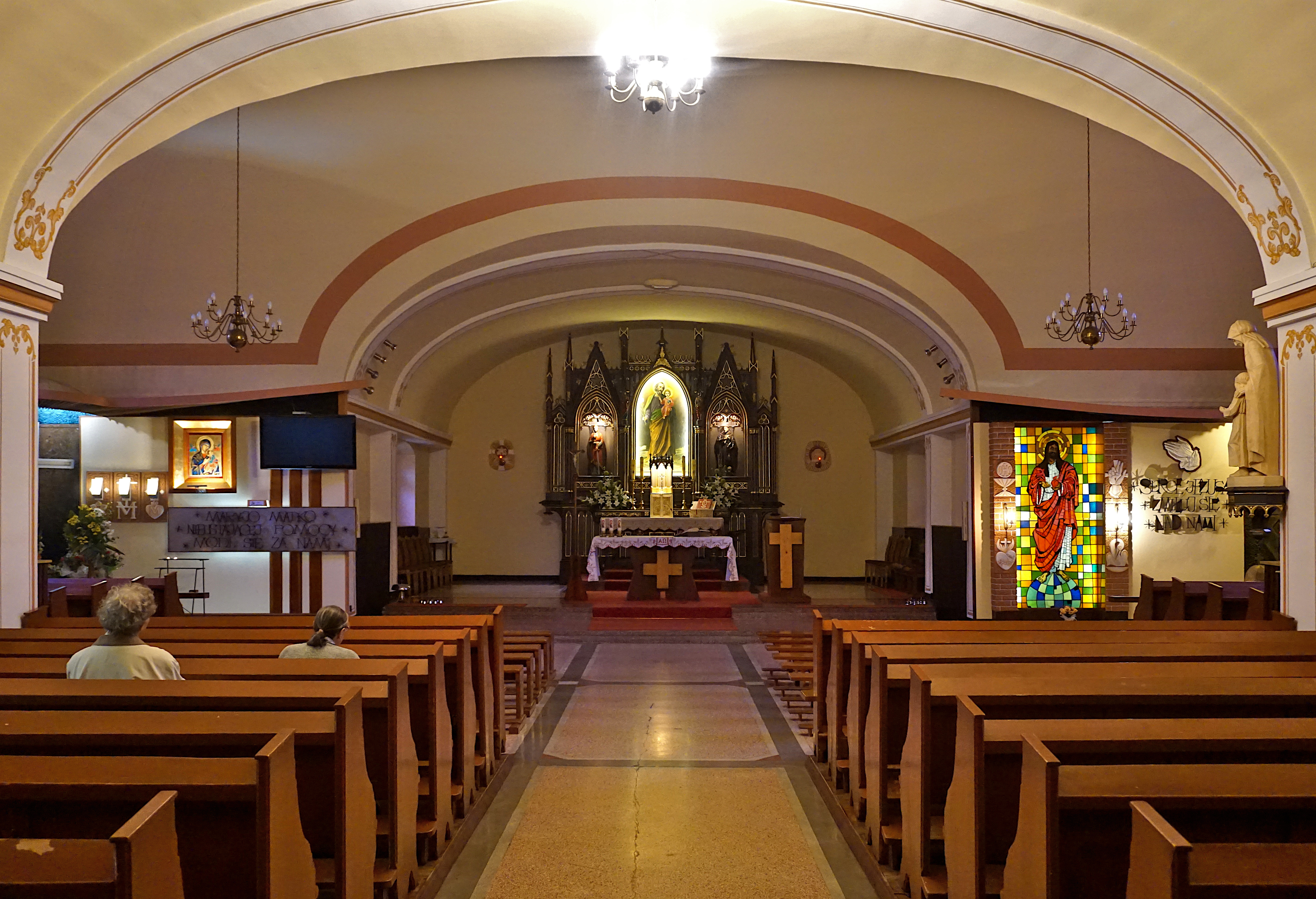
Wnętrze kościoła

Kościół świętego Józefa – rzymskokatolicki kościół parafialny należący do dekanatu Gliwice-Sośnica diecezji gliwickiej. Znajduje się na gliwickim osiedlu Ligota Zabrska.
Obecna świątynia została zaadaptowana z domu, zabudowań gospodarczych i rzeźni kupionych w 1924 roku przez ówczesnego proboszcza parafii świętych Apostołów Piotra i Pawła w Gliwicach, księdza Józefa Jagłę. Materiały potrzebne do adaptacji zostały dostarczone przez dyrekcję kopalni w Sośnicy oraz cegielnię w Ligocie Zabrskiej. W 1925 roku świątynia została ukończona i w dniu 11 listopada została poświęcona pod wezwaniem św. Józefa. Budowla nie posiada określonego stylu, ponieważ powstała jako tymczasowa – na kilkanaście lat. Jednakże budowa przyszłej świątyni nigdy się nie rozpoczęła.